# Andrew Scott
Andrew Scott, född 21 oktober 1976 i Dublin, är en irländsk skådespelare.
Scott har bland annat medverkat i den brittiska BBC-producerade TV-serien Sherlock där han spelar Sherlocks ärkefiende Jim Moriarty, som han 2012 vann en BAFTA för Bästa manliga biroll i en dramaserie. Han har också haft liten roll i Steven Spielbergs film Saving Private Ryan där han spelade en soldat på stranden.

## Filmografi
| År        | Titel                                  | Roll                      | Noteringar |
| --------- | -------------------------------------- | ------------------------- | --- |
| 1995      | Korea                                  | Eamonn Doyle              | |
| 1997      | Drinking Crude                         | Paul                      | |
| 1998      | Miracle at Midnight                    | Michael Grunbaum          | TV-film |
| 1998      | Rädda menige Ryan                      | Soldat                    | |
| 1998      | The Tale of Sweety Barrett             | Danny                     | |
| 1998      | The American                           | Valentin de Bellegarde    | TV-film |
| 2000      | Longitude                              | John Campbell             | TV-film |
| 2000      | Nora                                   | Michael Bodkin            | |
| 2001      | I Was the Cigarette Girl               | Tim                       | Kortfilm |
| 2001      | Band of Brothers                       | John "Cowboy" Hall        | TV-miniserie, 2 avsnitt |
| 2003      | Killing Hitler                         | Skytt                     | Dokumentär |
| 2003      | Dead Bodies                            | Tommy McGann              | IFTA Award för Best Actor (2003) |
| 2004      | My Life in Film                        | Jones                     | 6 avsnitt |
| 2005      | The Quatermass Experiment              | Vernon                    | TV-film |
| 2007      | Nuclear Secrets                        | Andrei Sakarov            | TV-miniserie, 1 avsnitt |
| 2008      | John Adams                             | Col. William Smith        | 4 avsnitt |
| 2008      | Little White Lie                       | Barry                     | TV-film |
| 2009      | Anton Chekhov's The Duel               | Laevsky                   | |
| 2010      | Chasing Cotards                        | Hart Elliot-Hinwood       | Kortfilm |
| 2010      | Silent Things                          | Jake                      | Kortfilm |
| 2010      | Foyle's War                            | James Devereux            | 1 avsnitt |
| 2010      | Lennon Naked                           | Paul McCartney            | TV-film |
| 2010      | Garrow's Law                           | Captain Jones             | 1 avsnitt |
| 2010–2017 | Sherlock                               | Jim Moriarty              | TV-miniserie BAFTA för Best Supporting Actor in a Drama Series (2012) IFTA Award för Actor in a Supporting Role - Television (2013) |
| 2011      | The Hour                               | Adam Le Ray               | 2 avsnitt |
| 2012      | Sea Wall                               | Alex                      | Kortfilm |
| 2012      | Blackout                               | Dalien Bevan              | TV-miniserie |
| 2012      | The Scapegoat                          | Paul                      | TV-film |
| 2012      | The Town                               | Mark Nicholas             | TV-miniserie, 3 avsnitt |
| 2013      | The Stag                               | Bestman                   | TV-film |
| 2013      | Dates                                  | Christian                 | TV-miniserie |
| 2014      | Locke                                  | Donal                     | |
| 2014      | Pride                                  | Gethin                    | |
| 2014      | Jimmy's Hall                           | Fader Seamus              | |
| 2015      | Victor Frankenstein                    | Inspektor Roderick Turpin | |
| 2015      | Spectre                                | Max Denbigh / C           | |
| 2016      | Alice i Spegellandet                   | Addison Bennett           | |
| 2016      | Denial                                 | Anthony Julius            | |
| 2016      | The Hollow Crown                       | Ludvig XI av Frankrike    | TV-serie |
| 2019      | Fleabag                                | The Priest                | TV-serie, 6 avsnitt |
| 2019      | Black Mirror                           | Chris Gilhaney            | TV-serie |
| 2025      | Blue Moon                              | Oscar Hammerstein II      | |
| 2025      | Wake Up Dead Man: A Knives Out Mystery | TBA                       | |